# 湖地學院 (威斯康星州)
湖地學院（Lakeland College），或音譯雷克蘭德學院，是位於美國威斯康星州希博伊根的一所私立文理学院，成立於1862年。2015年《美國新聞與世界報道》未將其列入排名。

## 外部連結
- Lakeland College （页面存档备份，存于）
- Lakeland College Athletics （页面存档备份，存于）
- Lakeland Mirror (student newspaper) （页面存档备份，存于）
- Lakeland Academic Resource Center
- Lakeland College Japan Campus （页面存档备份，存于）

43°50′32″N 87°53′01″W / 43.84213°N 87.88372°W